# 한국 불교의 주요 인물
본 문서 한국 불교의 주요 인물은 한국에 전래된 불교의 주요 인물들을 설명한다.

## 역사
한국 불교의 태동은 삼국 시대로 거슬러가며, 대륙과 직접적으로 연결되어 있었던 고구려에 불교가 유입되면서 시작되었다.

## 인물 목록

### 삼국 시대
- 승랑
- 원광
- 겸익
- 자장
- 도현
- 보덕
- 원측
- 원효
- 의상

### 고려 시대
- 도선
- 제관
- 의천
- 복세
- 지눌
- 나옹
- 야운

### 조선 시대
- 휴정
- 경허
- 학눌
- 청담
- 성철
- 탁성
- 숭산